# تاكاشي أكياما
تاكاشي أكياما (باليابانية: 秋山 貴嗣) (7 أكتوبر 1992 في كاغاوا في اليابان – )؛ هو لاعب كرة قدم ياباني سابق كان يلعب كمدافع.

## وصلات خارجية
- تاكاشي أكياما على موقع رابطة كرة القدم اليابانية للمحترفين (اليابانية)
- تاكاشي أكياما على موقع Soccerway.com (الإنجليزية)